# 不動本町
不動本町（ふどうほんちょう）は、徳島県徳島市の町名。不動地区に属している。不動本町一丁目から不動本町三丁目が存在する。郵便番号は770-0063。

## 地理
徳島市の北部に位置しており、南は鮎喰川に面している。徳島県道・香川県道1号徳島引田線（徳島県道15号徳島吉野線と重用）が鮎喰川の不動橋を渡って地内に入り、北西に向かう。
元は新居町南新居の一部で、1955年（昭和30年）に現在の町名となった。

### 河川
- 鮎喰川
- 飯尾川
- 赤池川

## 世帯数と人口
2022年（令和4年）9月1日現在の世帯数と人口は以下の通りである。
| 町丁          | 世帯数  | 人口  |
| ------------- | ------- | ----- |
| 不動本町1丁目 | 65世帯  | 126人 |
| 不動本町2丁目 | 74世帯  | 148人 |
| 不動本町3丁目 | 5世帯   | 13人  |
| 計            | 144世帯 | 287人 |

## 小・中学校の学区
市立小・中学校に通う場合、学区は以下の通りとなる。
| 番地 | 小学校             | 中学校             |
| ---- | ------------------ | ------------------ |
| 全域 | 徳島市立不動小学校 | 徳島市立不動中学校 |

## 交通

### 道路
都道府県道
- 徳島県道・香川県道1号徳島引田線
- 徳島県道15号徳島吉野線

### バス
徳島バス
- 不動西
- 不動支所前
- 不動前
- 不動橋
- 不動橋北

## 施設
- 徳島市不動中学校
- 徳島市不動小学校
- 徳島市不動幼稚園
- 徳島市立食肉センター
- 徳島県獣医師会
- 赤池川水ぎわ公園
- 密厳寺 - 四国三十六不動尊霊場十三番札所